# Eucera pulveracea
Eucera pulveracea är en biart som beskrevs av Dours 1873. Eucera pulveracea ingår i släktet långhornsbin, och familjen långtungebin. Inga underarter finns listade i Catalogue of Life.